# Отряд специального назначения Исландии
Отряд специального назначения Исландии, ОСН (исл. Íslenska Friðargæslan) — подразделение специального назначения Исландии.

## История
Подразделение было создано в 1990-х годах, дабы позволить Исландии участвовать в миротворческих миссиях. Отряд специального назначения Исландии не является армейским подразделением, поскольку в Исландии нет регулярной армии. В задачи отряда входит разведывательные миссии и операции по оказанию помощи во время природных катаклизмов и чрезвычайных гуманитарных ситуаций. Члены подразделение набираются из числа полицейских и моряков береговой охраны. Отряд уже участвовал в миротворческой миссии в Косово и военной операции в Афганистане.

## Техника и вооружение
ОСН использует исключительно легковые гражданские автомобили, такие как Nissan Patrol, Santana Motor и Iveco Trakker. Из стрелкового оружия бойцы ОСН имеют оружие поставляемое из Норвегии, например, HK G3 или Diemaco C7.

## Знаки различия

### Офицеры
| Категории               | Старшие офицеры | Старшие офицеры | Старшие офицеры | Младшие офицеры | Младшие офицеры | Младшие офицеры   | Младшие офицеры |
| ----------------------- | --------------- | --------------- | --------------- | --------------- | --------------- | ----------------- | --------------- |
|                         |                 |                 |                 |                 |                 |                   |                 |
| Исландское звание       | Ofursti         | Undirofursti    | Majór           | Höfuðsmaður     | Liðsforingi     | Undirliðsforingi  |                 |
| Российское соответствие | Полковник       | Подполковник    | Майор           | Капитан         | Лейтенант       | Младший лейтенант |                 |

### Сержанты и рядовые
| Категории               | Подофицеры      | Подофицеры     | Рядовые   | Рядовые   |
| ----------------------- | --------------- | -------------- | --------- | --------- |
|                         |                 |                |           |           |
| Исландское звание       | Flokkstjóri 1.  | Flokkstjóri 2. | Korporáll | Óbreyttur |
| Российское соответствие | Старший сержант | Сержант        | Ефрейтор  | Рядовой   |